# Die Furche (Wochenzeitung)
Die Furche ist eine österreichische Wochenzeitung.

## Geschichte
Die Furche wurde 1945 von Friedrich Funder als „Kulturpolitische Wochenschrift“ gegründet. Ihre erste Ausgabe erschien am 1. Dezember 1945. In der Besatzungszeit bis 1955 trug sie die Bezeichnung Die österreichische Furche.
Die Namensgebung und die Ausrichtung der damals im Entstehen befindlichen Zeitung erläutert eine Programmschrift vom September 1945:

„‚Die Furche‘ nennt sich die kulturpolitische Wochenschrift, deren Erscheinen von unserem Verlag für nächste Zeit vorbereitet wird. Eine Furche will sie sein, die zerstampften Ackerboden einer fruchtverheißenden Saat aufzuschließen hat.
Eine Periode der Kulturzertrümmerung und der Abwertung aller gültigen Werte der Menschheit ist über unsere Heimaterde und ihre Umwelt hinweggezogen. […] An dieser Zeitenwende fällt allen verantwortungsbewußten Menschen ein Arbeitsanteil zu. So umrissen, sieht auch unsere Wochenschrift ihre Aufgaben. Zeitaufgeschlossen, auf das aktuelle Geschehen gerichtet, parteimäßig nicht gebunden, eine gesunde Demokratie bejahend, durch katholische Grundsätze bestimmt, will sie durch den zu bestellenden Grund ihre Furche ziehen.
Den Herausgeber und seine Freunde ermutigt zu ihrem Beginnen das Vertrauen auf die schöpferischen Kräfte eines lebendigen, herzhaften Christentums. […]“

Die Zeitung wird vom Verlagshaus Styria herausgegeben. Die verkaufte Auflage betrug im 1. Halbjahr 2019 11.244 Exemplare, das resultiert aus einer Abnahme von etwa 20 % in den vergangenen fünf Jahren (13.950 Exemplare im ersten Halbjahr 2015). Das Blatt erscheint donnerstags.
Die Furche ist aus einem politischen Lager mit ausgeprägter Nähe zur katholischen Kirche hervorgegangen: Der Gründer Friedrich Funder war bis 1938 Leiter der katholisch-bürgerlichen Reichspost, als deren Nachfolgerin Die Furche anfangs verstanden wurde. Die kirchliche Positionierung änderte sich grundsätzlich im Verlauf der Jahrzehnte. Heute versteht sich Die Furche weder als Kirchenzeitung noch als Sprachrohr der katholischen Kirche. Allerdings ist der religiöse Diskurs – nicht nur auf das Christentum bezogen – ein thematischer Schwerpunkt der Zeitung.
Im April 2017 begann die Erneuerung des Online-Auftritts. Seitdem ist Die Furche u. a. auch auf Facebook und Twitter zu finden.
Die Furche stellt seit Ende Oktober 2019 auch ein digitales Archiv zur Verfügung; mit Hilfe eines „Navigators“ können aktuelle Beiträge mit anderen aus den letzten 20 Jahren verglichen werden. Das Furche-Archiv soll schließlich 90.000 Papier-Seiten digital zugänglich machen.

## Auszeichnungen
- 2003: Concordia-Preis in der Sparte „Pressefreiheit“ verliehen.

## Mitarbeiter
Chefredakteure
- 1945–1954: Friedrich Funder
- 1954–1969: Kurt Skalnik
- 1969–1975: Willy Lorenz
- 1976–1978: Felix Gamillscheg
- 1978–1984: Hubert Feichtlbauer
- 1984–1994: Hannes Schopf
- 1995–2001: Heiner Boberski
- 2001–2008: Rudolf Mitlöhner[2]
- 2008–2012: Claus Reitan
- 2013–2019: Rudolf Mitlöhner
- seit 2019: Doris Helmberger-Fleckl

Redakteure
- Doris Helmberger-Fleckl (Chefredakteurin)
- Brigitte Quint (Chefin vom Dienst, Politik, International)
- Philipp Axmann (Politik, Philosophie, Ethik)
- Astrid Göttche (Feuilleton)
- Viktoria Kapp (Social Media, Digital)
- Till Schönwälder (Religion, Sinnfragen)
- Magdalena Schwarz (Gesellschaft, Bildung, Ethik)
- Brigitte Schwens-Harrant (Feuilleton, Literatur)
- Martin Tauss (Wissen, Lebenskunst)
- Astrid Wenz (Menschen, Medien)
- Rainer Messerklinger (Artdirector, Layout)

 Ehemalige Mitarbeiter und Herausgeber (Auswahl) 
- Trautl Brandstaller (1967)
- Hubert Feichtlbauer (Chefredakteur, 1978–1984)
- Otto Friedrich (Religion, Medien, Film, zuletzt stv. Chefredakteur, 1997–2024)
- Friedrich Funder (Gründer)
- Cornelius Hell (Feuilleton, 2002–2008)
- Wolfgang Machreich (Außenpolitik, 1999–2010)
- Horst Friedrich Mayer (zuletzt stv. Chefredakteur, 1962–1969)
- Rudolf Mitlöhner (Chefredakteur, 2001–2008 und 2013–2019)
- Heinz Nußbaumer  (Mitherausgeber, 2003–2023)
- Wolfgang Schmitz (Mitherausgeber, 1976–2003)
- Erich Thanner (Herausgeber, 1967–1976)